# Grit
O Grupo de Reflexão e Intervenção sobre Transexualidade (GRIT) é um grupo de interesse da Associação ILGA Portugal, e luta pelos direitos legais, clínicos e sociais da população transexual no seio da sociedade portuguesa. Foi formado em Abril de 2007, é o único grupo de pessoas transsexuais em Portugal, e também o único que lida em exclusivo com a temática da transexualidade.
As áreas de acção do GRIT são a intervenção política e social, em que age através da organização de debates, workshops e tertúlias, e promoção de actividades de divulgação, sensibilização e convívio. O GRIT e a Associação ILGA Portugal desenvolveram a primeira proposta de lei de identidade de género portuguesa, que foi enviada aos grupos parlamentares dos partidos políticos com representação na Assembleia da República, e também apresentada em audiência com o Bloco de Esquerda. O grupo também se encontra a conduzir um projecto sobre violações dos direitos humanos da população transexual, financiado pela ILGA-Europa.